# José María Navascués
José María Navascués Martínez-Azcoitia (Madrid, 20 de septiembre de 1934 - Oviedo, 11 de noviembre de 1979) fue un escultor y pintor español cuyo estilo escultórico le ganó reconocimiento en la escultura asturiana.
En su periodo formativo como artista, estuvo muy influenciado por las vanguardias del arte moderno europeo de la década de 1950. Más tarde, a lo largo de su trayectoria artística rozaría la Posmodernidad. Tradicionalmente se considera su obra de la última década, la de 1970, como sus mejores aportaciones al arte, destacando sus participaciones en ferias internacionales de Madrid, Barcelona, París, Basilea o São Paulo.